# Roland Burris
Roland Wallace Burris (Centralia, 3 agosto 1937) è un politico statunitense, senatore per lo stato dell'Illinois dal 2009 al 2010.

## Biografia
Burris è nato a Centralia, nel sud dell'Illinois. La sua famiglia trova le sue radici tra gli schiavi provenienti dal sud degli Stati Uniti, specialmente da stati quali Georgia, Carolina del Sud e Tennessee. Nel 1955 si laurea presso il liceo della sua città ed in seguito frequenta la Southern Illinois University Carbondale, dalla quale riceve un titolo universitario in scienze politiche nel 1959. Successivamente si trasferisce ad Amburgo, in Germania, per studiare diritto internazionale presso l'Università del posto. Nel 1963 consegue una laurea Juris Doctor presso la Howard University a Washington.
All'inizio del 2009 ricopre la carica di senatore per lo stato dell'Illinois dopo che l'allora senatore, Barack Obama, era stato eletto presidente degli Stati Uniti. Ricoprirà tale carica fino alla fine del 2010, anno in cui gli è subentrato il repubblicano Mark Kirk.
Burris è sposato e ha due figli.